# Aldeatejada
Aldeatejada là một đô thị ở tỉnh Salamanca, phía tây Tây Ban Nha, cộng đồng tự trị Castile-Leon.
Đô thị này có cự ly only 6 kilômét so với thành phố Salamanca và có dân số 1192 người vào thời điểm năm 2008.
Đô thị này nằm trên khu vực có độ cao 792 mét trên mực nước biển. Kinh tế chủ yếu là nông nghiệp.
==Tham khảo==